# Melomys rufescens
Melomys rufescens — вид гризунів родини мишевих (Muridae). Він зустрічається на більшій частині території Нової Гвінеї (Індонезія, Папуа Нова Гвінея), а також на деяких сусідніх островах, а саме Салаваті та Місул, а також на архіпелазі Бісмарка (включаючи Нову Британію та Нову Ірландію). Цей здебільшого деревний вид варіюється від первинних лісів (де вони зазвичай рідкісні), до вторинних і деградованих лісів, ділянок очерету, сільських садів і сіл. Зустрічається в будинках.

## Морфологічна характеристика
Дрібний гризун з довжиною голови й тулуба від 124 до 146 мм, довжиною хвоста від 145 до 175 мм, довжиною лапи від 25,5 до 29 мм, довжиною вух від 15,4 до 17 мм і вага до 102 грамів. Шерсть коротка, м'яка. Верхні частини яскраво-червонувато-коричневі, а черевні частини білі. Ноги жовтувато-білі. Вуха короткі. Довжина вусів 50 мм. Лапи широкі і оснащені міцними кігтями. Хвіст довший за голову й тулуб, чіпкий, рівномірно чорнувато-коричневий, знизу трохи світліший і вкритий 15–19 кільцями лусочок на сантиметр.

## Спосіб життя
Це деревний вид. Самиці народжують 1–4 дитинчат за раз.